# Краснов, Пётр Николаевич (писатель)
Пётр Николаевич Краснов (12 января 1950, Ратчино, Оренбургская область — 19 апреля 2022) — российский писатель, публицист, переводчик. Член Союза писателей СССР, а затем России.

## Биография
Родился 12 января 1950 году в селе Ратчино Шарлыкского района Оренбургской области. Завершив обучение в сельской школе, в 1972 году получил высшее образование обучившись в Оренбургском сельскохозяйственном институте. Стал работать агрономом. В 1978 году, после опубликования первой авторской книги «Сашкино поле», был принят в Союз писателей СССР. В 1983 году завершил обучение на Высших литературных курсах в Литературном институте имени А. М. Горького.
За более чем сорокалетнюю творческую деятельность Краснов издал более десяти книг прозы в России и в других странах (ГДР, ЧССР). Его рассказы, повести и главные публицистические произведения печатались в центральных журналах «Дружба народов», «Литературная Россия», «Наш современник», «Роман-газета», «Москва», а также переведены на многие языки народов страны.
Его повесть «Звезда моя, вечерница», вышедшая в свет в 2003 году в отдельном выпуске «Роман-газеты», была удостоена премии года. Стиль, сюжет и художественный замысел этой пьесы были отмечены многими критиками и писателями современности.
В 2002 году рассказ «Мост» стал частью книги «Шедевры русской литературы XX века». В 2005 году читатель увидел «Собрание сочинений» в четырёх томах, а к 60-летию издано пятитомное собрание сочинений Петра Краснова. В последний том вошли роман «Заполье» и повесть «Новомир».
Писатель Краснов инициировал учреждение ежегодной Всероссийской Пушкинской литературной премии «Капитанская дочка». Перевёл на русский язык романы и повести А. Тагана, А. Нурпеисова, Н. Лугинова и других.
Проживал в Оренбурге. Умер 19 апреля 2022 года.

## Премии
- 1979 — лауреат Всесоюзной премии имени А. М. Горького
- 1995 — лауреат Всероссийских премий имени И. А. Бунина
- 1996 — лауреат премии «Капитанская дочка»
- 2005 — лауреат премии имени Александра Невского «России верные сыны»
- 2006 — лауреат премии им. Д. Н. Мамина-Сибиряка
- 2008 — лауреат Большой Толстовской премии «Ясная Поляна»
- 2009 — лауреат премии имени Валериана Правдухина альманаха «Гостиный Двор»
- 2005 — лауреат областной премии «Оренбургская лира»
- 2021 — лауреат Большой литературной премии России в 1-й номинации

Удостоен Диплома ЮНЕСКО «За выдающийся вклад в мировую культуру».